# Michael Denison
John Michael Terence Wellesley Denison (* 1. November 1915 in Doncaster, Yorkshire; † 22. Juli 1998 in Amersham, Buckinghamshire) war ein britischer Schauspieler und Autor.

## Leben
Nach dem frühen Tod der Mutter wuchs Denison bei Onkel und Tante im Süden Englands auf. Dort besuchte er die Harrow School, wo er durch Terence Rattigan für das Theater begeistert wurde. Während seines Studiums moderner Sprachen am Magdalen College in Oxford wirkte er in einem kleinen Part unter der Regie von John Gielgud in einer Inszenierung von Shakespeares Richard II.  mit Vivien Leigh in der Rolle der Königin mit. Daraufhin brach er mit Billigung seines Onkels das Studium ab und besuchte die Webster-Douglas-Schauspielschule in London, wo er die junge Schauspielerin Dulcie Gray kennenlernte. Denison und Gray heirateten 1939.
1938 gab Denison sein Bühnendebüt als „Lord Fancourt Babberley“ in der Komödie Charleys Tante in Frinton-on-Sea. Im selben Jahr trat er als „Paris“ in Shakespeares Troilus und Cressida das erste Mal in London auf. Dort entwickelte er sich schnell zu einem gefragten Darsteller für Inszenierungen von George Bernard Shaw, zumal der Dichter selbst Denisons Darstellungsweise sehr schätzte.
Während des Zweiten Weltkrieges unterbrach Denison, der gerade mit seiner Frau in Aberdeen engagiert war, seine Schauspieltätigkeit und leistete seinen Militärdienst im Royal Signals and Intelligence Corps.
Zwar gab er noch während des Krieges sein Spielfilmdebüt (Tilly of Bloomsbury, 1940), konnte aber erst Ende der vierziger Jahre in diesem Medium Fuß fassen. Gemeinsam mit Dulcie Gray spielte er zunächst in Filmen mit sentimentalen Stoffen wie My Brother Jonathan und The Glass Mountain. Wenige Jahre später konnte er eine größere Vielseitigkeit beweisen, als er 1952 sowohl als „Algy“ in der Oscar-Wilde-Verfilmung Ernst sein ist alles (neben Michael Redgrave als „Ernst“) als auch in dem Kriegsdrama Angels One-Five spielte.
Einem breiten Publikum wurde er auch durch seine Hauptrolle in der Serie Boyd, QC bekannt, die zwischen 1956 und 1964 erstausgestrahlt wurde. Darüber hinaus verkörperte er für das Fernsehen P. G. Wodehouses „Jeeves“ sowie den „Colonel Percival“ in Cold Warrior. Sein letzter Filmauftritt war 1994 in Shadowlands.
Noch häufiger als in Film oder Fernsehen war Denison auf der Bühne aktiv. Er und Dulcie Gray wurden in Großbritannien vor allem für ihre gemeinsamen Auftritte in Bühnenkomödien bekannt. Noch wenige Monate vor seinem Tod stand er mit Dulcie Gray mit dem gemeinsamen Theaterprogramm Double Act auf der Bühne.
Denison und seine Ehefrau verfassten zusammen auch mehrere Bücher: 1964 The Actor and His World sowie die Memoiren-Bände Overture and Beginners (1973) und Double Act (1985). Außerdem war Michael Denison langjährig in der Schauspielergewerkschaft aktiv, für die er mehrfach Ehrenämter übernahm.

## Filmografie (Auswahl)
- 1939: Inspector Hornleigh on Holiday
- 1940: Tilly of Bloomsbury
- 1947: Der kupferne Berg (Hungry Hill)
- 1948: Mein Bruder Jonathan (My Brother Jonathan)
- 1949: Echo der Liebe (The Glass Mountain)
- 1951: Der wunderbare Flimmerkasten (The Magic Box) (Cameo-Auftritt)
- 1951: The Franchise Affair
- 1952: Angels One Five
- 1952: Ernst sein ist alles (The Importance of Being Earnest)
- 1956–1964: Boyd Q.C. (Fernsehserie, 83 Folgen)
- 1960: Faces in the Dark
- 1963: Where Angels Fear to Tread (Fernsehfilm)
- 1978: Die Profis (The Professionals, Fernsehserie, Folge 1x08)
- 1978–1979: Crown Court (Fernsehserie, 4 Folgen)
- 1982: Die Agatha-Christie-Stunde (The Agatha Christie Hour, Miniserie, Folge 1x08)
- 1983: Skorpion (Miniserie, 4 Folgen)
- 1984: Cold Warrior (Fernsehserie, 8 Folgen)
- 1987–1990: Howards’ Way (Fernsehserie, 9 Folgen)
- 1993: Shadowlands
- 1996: Geschichten aus der Gruft (Tales from the Crypt, Fernsehserie, Folge 7x02)